# Тернер (Орегон)
Тернер (енгл. Turner) град је у америчкој савезној држави Орегон.

## Демографија
По попису из 2010. године број становника је 1.854, што је 655 (54,6%) становника више него 2000. године.
| Група             | 2000.         | 2010.         |
| Белци             | 1.109 (92,5%) | 1.642 (88,6%) |
| Афроамериканци    | 1 (0,1%)      | 12 (0,6%)     |
| Азијати           | 3 (0,3%)      | 9 (0,5%)      |
| Хиспаноамериканци | 52 (4,3%)     | 136 (7,3%)    |
| Укупно            | 1.199         | 1.854         |